# ヒメグモ科
ヒメグモ科(姫蜘蛛、Theridiidae)は、クモ目の主要な科のひとつである。不規則網を張るクモで、セアカゴケグモもここに含まれる。

## 概論
ヒメグモ科のクモは、多くは左右よりも上下に大きい体を持つ。やや偏平なものもいるが、典型的なのは、丸く膨らんだ腹部と、上に伸ばして前に構えた前足をしている。
もっとも身近で見られるのは、オオヒメグモである。よく野外のトイレの片隅、石灯籠の屋根の下などに見られる。一見不規則に張った網の中ほどに、ぶら下がるようにして止まっており、袋のような卵嚢を一緒に網にぶら下げているのが見かけられる。また、ヒメグモもかなり身近に見られる種である。潅木の枝先などに巣を作り、ちょうど目の高さあたりに巣を作る為特に目に付きやすい。
このように、はっきりとした構造を説明しにくいような、周囲の足場から網の中央へ糸を引き纏めてあちこちで結び合わせたような網を不規則網、あるいはカゴ網と呼んで、ヒメグモ類の網の一つの典型と見なされている。しかし、これとは掛け離れた網や習性を示すものも多々あり、なかなかに変化にとんだ科である。
また、毒グモで有名なセアカゴケグモ等を含む科でもある。
オオヒメグモの巣は、時として大人をすっぽりと包み込むほどの大きさにまで発達し、一年かかっても食べきれないような、驚くほど大きな獲物がかかることがあることでも知られる。

## 体の構造
頭胸部は小さく、腹部はそれに比べて大きく膨らんでいる。腹背に偏平なものもあるが、多くはむしろ左右の方が幅が狭い。また、比較的細くて長い脚をしている。
頭胸部には通常は8個の目がある。配列は4眼2列で、目だった特徴は少ない。腹部は上に高く、丸っこいもの、糸疣（しゆう・出糸突起）の上のほうが高まるものが多い。オニグモ類のように腹部の前が幅広くなったり、肩に隆起があるものはあまりない。
他の科と区別できる共通の特徴としては、第四脚の附節の腹面に鋸歯状毛(輪郭が鋸歯状になった毛)が束になって生じる点が挙げられる。ただし、小型種では不明瞭な場合もあり、またホラヒメグモ科と共通する特徴でもある。

## 習性

### 捕食
ヒメグモ科は一般的に言えば造網性のクモであり、網を張ってそれに引っ掛かった昆虫を捕らえる生活である。その網は立体的に張られた糸の集団で、普通は面になった部分を持たない。これをカゴ網と呼ぶこともあるが、普通はその形に規則性を見いだしにくいことから不規則網と呼ばれる。
典型的な不規則網を造るものには先のオオヒメグモのほか、ホシミドリヒメグモやギボシヒメグモなどがある。小型の種は木の枝先の葉の間などに網をはるものもある。しかし、この網のカゴ状の部分に虫がかかるかと言えば、必ずしもそうではない。ホシミドリヒメグモの場合、クモはたいてい葉の裏に近い位置にいて、その網はそこから下に糸を垂らしたような姿をしており、そこに一面に粘液の玉がついている。この部分で虫を捕まえるのである。このような網を垂糸網ともいう。コガネヒメグモは沢や渓谷などで見られやすい。縦糸の目立つ構造は他の種類とはいくぶん異なり、巣によって存在を確認できる。そのサイズに見合った上下の幅を確保するのに、成長過程で低いところから高さをあげて行くようである。
これに対して、オオヒメグモのカゴ網の場合、大部分の糸には粘液がついていない。その代わりに、糸が土台に付着する部分の狭い範囲に粘液がついている。これは、土台の部分を歩く虫がくっつくようになっているものである。歩いている虫がここに粘りつき、暴れると土台のところで糸が切れ、糸は張力で引き上げられる。そうすると、虫はそれに引かれて吊り上げられてしまう。したがって、オオヒメグモの網には、往々にして地上性の昆虫が捕らえられている。
ヒメグモという種は、低木の枝先にカゴ網を張るが、網の中に細かく糸を重ねて造られた水平なシートをはる。サラグモに似た網になるが、サラグモとは違い、クモはシートより上のカゴの中程にいる。また、ここに丸まった枯れ葉などをつるして、そこに隠れる場合が多い。
同じようにゴミを集めて巣を作るもので、網が簡略化されたのがツリガネヒメグモである。土がくずれた斜面のくぼんだ所などに巣を作るもので、細かい土や砂の粒で釣り鐘型の巣を作り、クモはその中に潜む。この巣は天井から糸で吊り下げられ、巣の下からは地面に数本の糸が張られており、ここに粘液がついている。近年このグループの小型のクモが人為的な環境や室内でもしばしば見られるようになったようである。
カレハヒメグモやハンゲツオスナキグモは、石垣の隙間や樹皮の下、排水溝の隙間などにトンネル状の巣をつくり、入り口に不規則網をかける。ゴケグモ類もこれに類するものである。
もっと簡単な網を作るものもある。ヒシガタグモ類はH字型の網を作る。網は地表すれすれに作られ、クモはHの字の横棒の所に止まり、下向き2本の糸に前2対の足を添える。この糸の先、地面に近い所に粘液がついている。さらに簡単な網を作るのは、ツクネグモという小型のクモで、本当に1本の糸を引いただけのものである。糸には粘液がついており、小型の昆虫が引っ掛かる。この種は、腹部は硬質化しておりつまんでその辺に落とすと、カツンと小さな音がする。腹部の模様の個体変異もある。体長はせいぜい1～2ミリ程度の小さなクモである。近縁のハラダカツクネグモは敵が接近すると非常に巧妙な擬死を行い、ブラブラと風で揺れるクモの巣などに下がった木屑のようなゴミに扮する。
オナガグモも単なる糸を引っ張っただけの網を張る。クモはこの糸の中程におり、この糸をたどってやってくるほかのクモを襲う。屋外ではときどき他のクモを襲うところを見る。外にもクモを襲う習性をもつのがヤリグモとムナボシヒメグモである。イソウロウグモ類は他のクモの網の片隅におり、宿主のクモのおこぼれをもらっていると言われていたが、実際には網の主を襲う場合もある。屋外でも他のクモの網に独特の形状をした卵嚢が、1本の横糸の下に下がるのを見ることも多い。
ヒメグモ類が獲物を捕まえる場合、後ろ足に粘液をつけた糸を持ってこれを獲物に投げかけると言われる。
ミジングモ類は、ごく小型のヒメグモであるが、もっぱらアリを襲うことが知られている。このクモは網を張らず、低木や草の茎沿いに糸を垂らしてぶら下がり、アリが近づくと粘液をつけた糸を引っ掻けて捕らえる。自分よりもはるかに巨大なアリとの格闘能力にも優れ、糸を利用しない直接対決でもまず負けることはない。大きなアリがミジングモの脚の付け根を牙でがっちりと抑えて、腹部に針を刺そうとするもののそこまで体を曲げられずに四苦八苦している光景が見られた。
なお、アシブトヒメグモという種は、平地の小枝の先に不規則網を張るが、トベラの花粉を食うという、クモとしては非常に珍しい習性が知られている。
スネグロオチバヒメグモは、名の由来となる前足(すね)の黒色部分が目に付きやすいクモで、ヒメグモの中ではそう多くはない土壌性のクモとして、各地に普通に分布する。リター層を有する都市部の緑地にも普通。比較的獰猛で、アリや他のクモを襲う。たまに、芽生えた双葉の上に佇んでいる。

### 繁殖習性
ヒメグモ類では、雄は雌よりやや小さい。形態的にはそれほど差がないものが多いが、イソウロウグモ類やミジングモ類では、雄の頭部が極端に高まったり、突起を持っていたりと、大きな形態の差を示すものも知られている。
卵は袋状の卵嚢に包まれる。多くの種では、卵嚢は親の網に引っ掻けてあり、孵化して出てきた子グモは卵嚢のそばでまどいの時を過ごす。イソウロウグモは宿主の網に卵嚢をかける。
アシブトヒメグモなどは、卵嚢を口にくわえて運ぶ。
ヒメグモの場合には、巣として使われる枯れ葉などの中にクモは潜むが、卵嚢もその中につける。また、生まれた子グモに親が口から吐き戻しを行って口移しに餌を与える行動が知られている。

## 分類

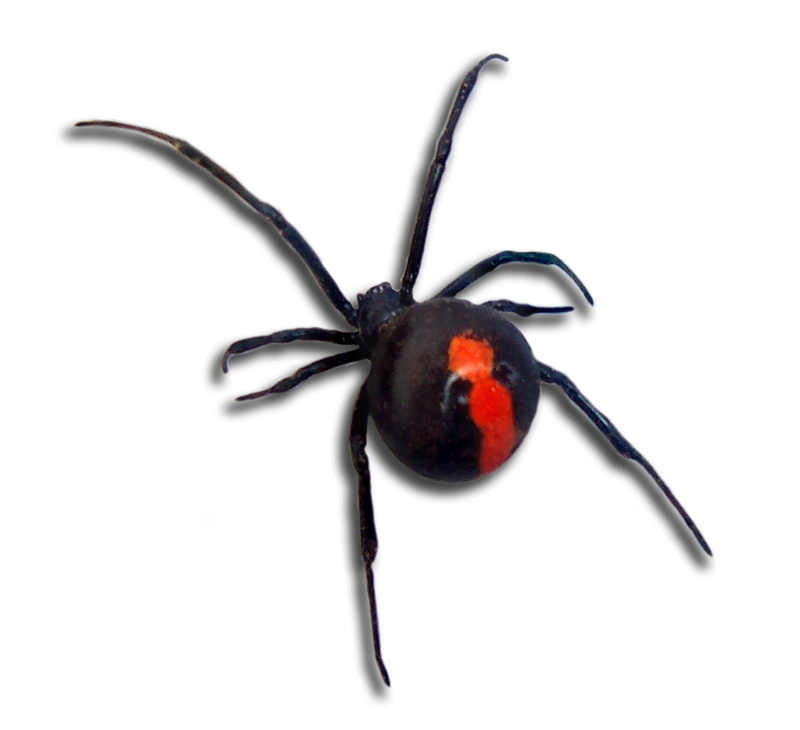
後ろから見たセアカゴケグモ

ヒメグモ科は、古くはコガネグモ科に含め、ヒメグモ亜科とされたこともあるが、早くに独立に扱われるようになった。現在でもコガネグモ科、サラグモ科などと単系統をなすと考えられ、コガネグモ上科にまとめられている。より近縁な群としてはホラヒメグモ科がある。
世界で約80属、2000種以上あると言われる。科内の分類は非常に流動的で、何度も変更を受け、現在も整理中の様子である。大きな区分としては他のクモの網に居候するイソウロウグモ類とアリを捕食する方向に特化したミジングモ類がまとまった群をなすと考えられ、それぞれにイソウロウグモ亜科・ミジングモ亜科とされるが、残りの群については諸説がある。
以下に日本の代表的なものを上げる。それ以外のものについては、関連項目を参照されたい。
- ツリガネヒメグモ属 Achaearanea：ツリガネヒメグモ・オオヒメグモ・カグヤヒメグモ・ヒメグモ
- ヒメグモ属 Theridion：バラギヒメグモ・ユノハマヒメグモ
- ハガタグモ属 Enoplognatha：カレハヒメグモ・ヤマトコノハグモ
- カガリグモ属 Steatoda：ハンゲツオスナキグモ・ナナホシヒメグモ
- アシブトヒメグモ属 Anelosimus：アシブトヒメグモ
- ミジングモ属 Dipoena：キベリミジングモ・カニミジングモ・シモフリミジングモ
- ツクネグモ属 Phoroncidia：ツクネグモ
- コガネヒメグモ属 Chrysso：コガネヒメグモ・ホシミドリヒメグモ
- ヒシガタグモ属 Episinus：ヒシガタグモ・シモフリヒシガタグモ
- オチバヒメグモ属 Stemmops：スネグロオチバヒメグモ
- ゴケグモ属 Latrodectus：セアカゴケグモ・クロゴケグモ・ハイイロゴケグモ
- ヒメグモモドキ属 Theridula：ホシヒメグモモドキ
- イソウロウグモ属 Argyrodes：チリイソウロウグモ・シロカネイソウロウグモ・ヤリグモ・オナガグモ

## 関連資料
発行年順。
- 八木沼健夫、西川喜朗、小野展嗣『八木沼健夫教授退職記念論文集』八木沼健夫教授退職記念論文集刊行会、1989年。NCID BN04572861。
- 吉田哉『日本産ヒメグモ科総説』日本蜘蛛学会、2003年。ISBN 4990144988、NCID BA6903067X。
- 青木淳一（編著）『日本産土壌動物 = Pictorial Keys to Soil Animals of Japan : 分類のための図解検索』(2)第2版、東海大学出版部
- 新海栄一『日本のクモ 増補改訂版 (ネイチャーガイド)』文一総合出版、2017年。
- 小野展嗣、緒方清人『日本産クモ類生態図鑑 = Spiders of Japan : 自然史と多様性』東海大学出版部、2018年。